# Louis Myers
Louis Myers (* 18. September 1929 in Byhalia, Mississippi; † 5. September 1994 in Chicago, Illinois) war ein US-amerikanischer Bluesmusiker (Gitarre, Mundharmonika), der vor allem als Mitglied der Band The Aces bekannt wurde.

## Biografie
Wie sein Bruder Dave kam Louis Myers 1941 mit der Familie aus Mississippi nach Chicago. Beide lernten durch Lonnie Johnson den Chicago Blues kennen, nachdem sie zuvor bereits von ihrem Vater Amos Myers gelernt hatten, den Country Blues auf der Gitarre zu spielen. Als Teenager trat Louis trat mit Bluesmusikern wie Othum Brown und Arthur „Big Boy“ Spires auf.
Mit seinem Bruder Dave (Gitarre, Mundharmonika) bildete Louis das Duo „The Little Boys“. Dave spielte auf seiner E-Gitarre den Rhythmus, während Louis die Leadgitarre spielte. Zusammen mit Junior Wells (Mundharmonika) und Fred Below (Schlagzeug) entstanden daraus schließlich „The Aces“. Mit Little Walter anstelle von Wells spielten sie bis Mitte der 1950er als „Little Walter & His Jukes“ eine ganze Reihe von Hits ein.
1954 verließ Louis die Band, um als Sessionmusiker zu arbeiten. In den 1970ern gingen die Myers-Brüder wieder als „The Aces“ auf Tour. 1978 brachte Louis mit I'm a Southern Man sein erstes Album unter eigenem Namen heraus. Während der Aufnahmen zu seinem letzten Album, Tell My Story Movin’, erlitt Louis Myers 1991 einen Schlaganfall. Er starb am 5. September 1994 in Chicago.